# Pani
Pani – miesięcznik dla kobiet wydawany w Polsce przez Wydawnictwo Bauer.

## Historia
Magazyn Pani to jeden z najstarszych tytułów czasopism dla kobiet w Polsce. Na łamach pisma znajdują się reportaże i felietony. Oprócz tego znajdziemy tu artykuły poświęcone znanym postaciom świata kultury i sztuki, ciekawostki z dziedziny mody, urody a także artykuły z zakresu psychologii i zdrowia.
Z miesięcznikiem Pani współpracują znani publicyści oraz ludzie kultury: Krystyna Janda, Roma Ligocka, Monika Piątkowska, Janusz Leon Wiśniewski, Sylwia Chutnik, Krzysztof Materna, Katarzyna Bosacka, Dominika Wójciak

## Lista redaktorów naczelnych
- Anna Brzozowska-Wydmuch
- Małgorzata Domagalik (2003–2017)[2][3]
- Monika Stukonis (2017–2022)[4]
- Jacek Szmidt (2022– )[5]